# 対物性愛
対物性愛（たいぶつせいあい、Object sexuality もしくは objectophilia）とは、生物ではない物に対して、性的あるいは恋愛的に惹かれるセクシュアリティもしくはパラフィリアのことである。オブジェクト・セクシュアリティ（オブジェクトゥム・セクシュアリティ）、またはオブジェクトフィリアともいう。

## 概要
特定のオブジェクト（物）に対して性的もしくは恋愛的な魅力を感じる人がおり、そうした人は、例えば、電車、橋、車などの特定の無生物と、深く永続的な感情的関係を築くことがある。なお対物性愛は、『ICD-11』や『DSM-5-TR』などの精神疾患診断マニュアルには記載されておらず、精神疾患として定義されてはいない。
「対物性愛」という用語は、エイヤ=リータ・エクレフ=ベルリナー=マウアー（Eija-Riitta Eklöf Berliner-Mauer）による造語である。エイミー・マーシュは2009年の約40人の対物性愛者への調査をもとに、対物性愛はアメリカ心理学会による性的指向の説明で用いられている「感情と自己概念」と合致すると指摘している。このことから、マーシュは対物性愛を真正な性的指向ではないかと主張しているほか、ジュリア・シムナーなどの研究者も対物性愛を性的指向として扱っている。

## 研究
エイミー・マーシュの調査から、対物性愛者は特定の物に対して深い愛情やさまざまな感情を経験していることが示されている。対物性愛者と物の関係は人によってさまざまであり、物とコミュニケーションをとっているという人もいる一方で、コミュニケーションはないという人もいる。また、人間との交際を経験したことのある対物性愛者もいる一方で、人間に性的魅力を感じたことがないという人もいる。
対物性愛は自閉症や共感覚との関連も指摘されている。
社会言語学者のハイコ・モッチェンバッハーは、対物性愛の周縁化を説明する概念として、「人間との性的関係は無生物と関係することよりも望ましい、あるいは自然であるという信念」を指す「人間性愛規範」（humanonormativity）という造語を提起している。人間性愛規範は対人性愛中心主義と関連しており、フィクトセクシュアルなどの隣接領域にも関わる概念だと指摘されている。
ジェニファー・テリーによれば、対物性愛の周縁化は異性愛規範とも関わっている。たとえば、物との性愛関係を積極的に宣言する女性は、異性愛規範のもとで期待されるような受動的な女性像から逸脱しているとみなされる。

## メディア
WIRED.jpではMacintoshを愛した男性が紹介されている。
2009年12月14日の『世界まる見え!テレビ特捜部』の「ザ・ベスト」では、エッフェル塔と結婚した対物性愛者のナイショウという女性が紹介された。この女性も苗字をエッフェル塔（ラ・トゥール・エッフェル、La tour Eiffel）にしている。また、同じく対物性愛者であるエイミーも遊園地の乗り物を愛していると紹介された。
2011年11月11日放送の『探偵!ナイトスクープ』「クルマに片思いした女」では、車に恋した対物性愛者が紹介された。
遊園地のアトラクションとの恋を描いた映画『恋する遊園地』が2020年に公開され、日本でも2021年に上映された。